# Загуш
Загуш (на гръцки: Ζάγγους, Зангус) е обезлюдено село в Гърция, намиращо се на територията на дем Просечен, област Източна Македония и Тракия.

## География
Селото се намирало в южните склонове планината Щудер, северозападно от Нови Калапот (Ангитис) и югоизточно от Калапот (Панорама).

## История
В XIX век Загуш е турско юрушко село в Османската империя. На практика е една от петте махали на Чали Баши. Според статистиката на Васил Кънчов („Македония. Етнография и статистика“) към 1900 година Загушъ има 440 жители турци.
Загуш попада в Гърция в 1913 година. Селото пострадва силно от Балканските войни и не се споменава в преброяването от 1913 година. В 1923 година по силата на Лозанския договор жителите на селото са изселени в Турция и в 1928 година селото е заличено.
| Година    | 1913 | 1920 | 1928 | 1940 | 1951 | 1961 | 1971 | 1981 | 1991 | 2001 | 2011 | 2021 |
| --------- | ---- | ---- | ---- | ---- | ---- | ---- | ---- | ---- | ---- | ---- | ---- | ---- |
| Население |      | 317  |      |      |      |      |      |      |      |      |      |      |